# EPUB
EPUB (engl. electronic publication) je računalni datotečni format za digitalne knjige, stripove, mange i ostale tiskane publikacije. EPUB datoteke imaju nastavak .epub. Ponekad se stilizira kao ePub. International Digital Publishing Forum (IDPF) objavio je EPUB kao normativni standard razvijen proširenjem OEBPS standarda. Standard je postao služben u rujnu 2007. godine, čime i službeno zamjenjuje OEBPS.

## Specifikacija datoteke
EPUB datoteka je ZIP datoteka sa strukturom svojevrsnog spremnika (container) za sve datoteke koje su potrebne da bi se knjiga uspješno prikazala i radila očekivano.
Sve datoteke unutar EPUB publikacije moraju biti sukladne OPS/OPF standardu, koji definira poredak i sadržaj datoteka u ZIP spremniku.
Prva datoteka u ZIP spremniku nosi ime mimetype bez datotečnog nastavka, a njezin sadržaj semantički definira format e-knjige. U slučaju EPUB-a, sadržaj mimetype datoteke mora biti tekst application/epub+zip. Mimetype datoteka ne smije biti komprimirana ni enkriptirana, i mora biti prva dodana u ZIP.

U ZIP datoteci zatim mora postojati mapa (folder) imena META-INF, unutar kojeg mora postojati datoteka container.xml. Ova XML datoteka pokazuje na datoteku koja definira sadržaj knjige (obično package.opf datoteka). Primjer sadržaja container.xml datoteke:
```
<?xml version='1.0' encoding='utf-8'?>

<container
 
xmlns=
"urn:oasis:names:tc:opendocument:xmlns:container"
 
version=
"1.0"
>

  
<rootfiles>

    
<rootfile
 
media-type=
"application/oebps-package+xml"
 
full-path=
"epub/package.opf"
/>

  
</rootfiles>

</container>

```

Sve ostale datoteke potrebne za rad EPUB e-knjige stavljaju se u posebnu mapu (često nazvanu paket), obično imena OEBPS ili EPUB, iako ime nije ograničeno standardom. Unutar te mape se mora nalaziti i datoteka package.opf, koja definira sadržaj i podatke o knjizi.

### package.opf datoteka
Datoteka package.opf ima tri obavezna dijela, elemente metadata, manifest, i spine.
```
<?xml version="1.0" encoding="UTF-8"?>

<package
 
xmlns=
"http://www.idpf.org/2007/opf"
 
version=
"3.0"
 
xml:lang=
"en"
 
unique-identifier=
"pub-id"
>

    
<metadata
 
xmlns:dc=
"http://purl.org/dc/elements/1.1/"
>

        
...

    
</metadata>

    
<manifest>

        
...

    
</manifest>

    
<spine>

        
...

    
</spine>

</package>

```

- Element metadata definira općenite podatke o knjizi, poput naslova, autora, jezika, autorskih prava, izdavačke kuće, žanra, i sličnih. za svaku od ovih stavki postoje definirani XML tagovi.

- Element manifest popisuje sve datoteke potrebne kako bi e-knjiga bila uspješno prikazana (XHTML i CSS datoteke, slike, fontovi, audio i video zapisi, i slično). Po potrebi se definira tip medijske datoteke (ako nije XHTML ili SVG), fallback na neki od podržanih formata (XHTML ili SVG) za slučaj da uređaj ne može prikazati neku datoteku, tip medijske datoteke (formati slike, videa i zvuka), i moguća dodatna svojstva datoteke ako ona sadrži recimo MathML ili JavaScript, ili sadrži vanjski resurs koji je potrebno dobaviti s interneta, i slično.

- Element spine definira redoslijed prikazivanja dokumenata u knjizi (definira poredak stranica).

Primjer potpune package.opf datoteke (preuzet odavde, pod CC-BY-SA 3.0 licencom): 
```
<?xml version="1.0" encoding="UTF-8"?>

<package
 
xmlns=
"http://www.idpf.org/2007/opf"
 
prefix=
"rendition: http://www.idpf.org/vocab/rendition/# cc: http://creativecommons.org/ns#"
 
version=
"3.0"
 
unique-identifier=
"bookid"
 
xml:lang=
"fr"
 
dir=
"ltr"
 
id=
"package"
>

	
<metadata
 
xmlns:dc=
"http://purl.org/dc/elements/1.1/"
>

<!-- jedinstveni identifikator -->

		
<dc:identifier
 
id=
"bookid"
>
code.gogle.com.epub-sample.sous-le-vent
</dc:identifier>

		
<meta
 
refines=
"#bookid"
 
property=
"identifier-type"
 
scheme=
"onix:codelist5"
>
01
</meta>

<!-- jezik kojim je knjiga pisana (francuski) -->

		
<dc:language>
fr
</dc:language>

<!-- naslov -->

		
<dc:title
 
id=
"title"
>
Sous
 
le
 
vent
</dc:title>

		
<meta
 
refines=
"#title"
 
property=
"title-type"
>
main
</meta>

<!-- autor (1) i ilustrator (2) knjige -->

	
<!-- 1 -->

		
<dc:creator
 
id=
"creator1"
>
Jean-Bernard
 
Pouy
</dc:creator>

		
<meta
 
refines=
"#creator1"
 
property=
"file-as"
>
Pouy,
 
Jean-Bernard
</meta>

		
<meta
 
refines=
"#creator1"
 
property=
"role"
 
scheme=
"marc:relators"
>
aut
</meta>

		
<meta
 
refines=
"#creator1"
 
property=
"display-seq"
>
1
</meta>

	
<!-- 2 -->

		
<dc:creator
 
id=
"creator2"
>
Joe
 
G.
 
Pinelli
</dc:creator>

		
<meta
 
refines=
"#creator2"
 
property=
"file-as"
>
Pinelli,
 
Joe
 
G.
</meta>

		
<meta
 
refines=
"#creator2"
 
property=
"role"
 
scheme=
"marc:relators"
>
ill
</meta>

		
<meta
 
refines=
"#creator2"
 
property=
"display-seq"
>
2
</meta>

<!-- izdavač -->

		
<dc:publisher>
éditions
 
Jean-Claude
 
Lattès
</dc:publisher>

<!-- datum izdavanja -->

		
<dc:date>
2012-02-01
</dc:date>

<!-- autorska prava -->

		
<dc:rights
 
xml:lang=
"en"
>
This
 
work
 
is
 
shared
 
with
 
the
 
public
 
using
 
the
 
Attribution-ShareAlike
 
3.0
 
Unported
 
(CC
 
BY-SA
 
3.0)
 
license.
</dc:rights>

		
<link
 
rel=
"cc:license"
 
href=
"http://creativecommons.org/licenses/by-sa/3.0/"
/>

<!-- vrijeme zadnjeg uređivanja knjige -->

		
<meta
 
property=
"dcterms:modified"
>
2012-08-28T18:00:00Z
</meta>

<!-- opcije fiksnog layouta -->

		
<meta
 
property=
"rendition:layout"
>
pre-paginated
</meta>

		
<meta
 
property=
"rendition:orientation"
>
portrait
</meta>

		
<meta
 
property=
"rendition:spread"
>
auto
</meta>

<!-- metapodaci za naslovnicu -->

		
<meta
 
name=
"cover"
 
content=
"cover"
 
/>

	
</metadata>

	
<manifest>

		
<item
 
id=
"css"
 
href=
"Style/style.css"
 
media-type=
"text/css"
/>

		
<item
 
id=
"toc"
 
href=
"Navigation/toc.xhtml"
 
properties=
"nav"
 
media-type=
"application/xhtml+xml"
 
/>

		

		
<item
 
id=
"id1"
 
href=
"Font/agaramondpro-regular.otf"
 
media-type=
"application/vnd.ms-opentype"
 
/>

		
<item
 
id=
"id2"
 
href=
"Font/agaramondpro-bold.otf"
 
media-type=
"application/vnd.ms-opentype"
 
/>

		
<item
 
id=
"id3"
 
href=
"Font/agaramondpro-italic.otf"
 
media-type=
"application/vnd.ms-opentype"
 
/>

		
<item
 
id=
"cover"
 
href=
"Image/9782709641609_Couv.jpg"
 
properties=
"cover-image"
 
media-type=
"image/jpeg"
 
/>

<!-- XHTML datoteke ne trebaju imati media-type, ovdje je stavljen radi primjera -->

<!-- također, sve datoteke koje u sebi imaju svg sliku moraju imati naznačen properties atribut -->

		
<item
 
id=
"ch1"
 
href=
"Content/pageNum-1.xhtml"
 
properties=
"svg"
 
media-type=
"application/xhtml+xml"
 
/>

		
<item
 
id=
"ch2"
 
href=
"Content/pageNum-2.xhtml"
 
properties=
"svg"
 
media-type=
"application/xhtml+xml"
 
/>

		
<item
 
id=
"ch3"
 
href=
"Content/pageNum-3.xhtml"
 
properties=
"svg"
 
media-type=
"application/xhtml+xml"
 
/>

		
<item
 
id=
"ch4"
 
href=
"Content/pageNum-4.xhtml"
 
properties=
"svg"
 
media-type=
"application/xhtml+xml"
 
/>

		
<item
 
id=
"ch5"
 
href=
"Content/pageNum-5.xhtml"
 
properties=
"svg"
 
media-type=
"application/xhtml+xml"
 
/>

		
<item
 
id=
"ch8"
 
href=
"Content/pageNum-8.xhtml"
 
properties=
"svg"
 
media-type=
"application/xhtml+xml"
 
/>

		
<item
 
id=
"ch9"
 
href=
"Content/pageNum-9.xhtml"
 
properties=
"svg"
 
media-type=
"application/xhtml+xml"
 
/>

		
<item
 
id=
"img3"
 
href=
"Image/img-3.jpg"
 
media-type=
"image/jpeg"
 
/>

		
<item
 
id=
"ch10"
 
href=
"Content/pageNum-10.xhtml"
 
properties=
"svg"
 
media-type=
"application/xhtml+xml"
 
/>

		
<item
 
id=
"ch11"
 
href=
"Content/pageNum-11.xhtml"
 
properties=
"svg"
 
media-type=
"application/xhtml+xml"
 
/>

		
<item
 
id=
"ch12"
 
href=
"Content/pageNum-12.xhtml"
 
properties=
"svg"
 
media-type=
"application/xhtml+xml"
 
/>

		
<item
 
id=
"img4"
 
href=
"Image/img-4.jpg"
 
media-type=
"image/jpeg"
 
/>

		
<item
 
id=
"ch13"
 
href=
"Content/pageNum-13.xhtml"
 
properties=
"svg"
 
media-type=
"application/xhtml+xml"
 
/>

		
<item
 
id=
"ch14"
 
href=
"Content/pageNum-14.xhtml"
 
properties=
"svg"
 
media-type=
"application/xhtml+xml"
 
/>

		
<item
 
id=
"ch15"
 
href=
"Content/pageNum-15.xhtml"
 
properties=
"svg"
 
media-type=
"application/xhtml+xml"
 
/>

	
</manifest>

	
<spine>

	
<!-- idref mora biti jednak kao id tog elementa u manifestu -->

		
<itemref
 
idref=
"toc"
 
properties=
"page-spread-left"
/>

		
<itemref
 
idref=
"ch1"
 
properties=
"page-spread-right"
/>

		
<itemref
 
idref=
"ch2"
 
properties=
"page-spread-left"
/>

		
<itemref
 
idref=
"ch3"
 
properties=
"page-spread-right"
/>

		
<itemref
 
idref=
"ch4"
 
properties=
"page-spread-left"
/>

		
<itemref
 
idref=
"ch5"
 
properties=
"page-spread-right"
/>

		
<itemref
 
idref=
"ch8"
 
properties=
"page-spread-left"
/>

		
<itemref
 
idref=
"ch9"
 
properties=
"page-spread-right"
/>

		
<itemref
 
idref=
"ch10"
 
properties=
"page-spread-left"
/>

		
<itemref
 
idref=
"ch11"
 
properties=
"page-spread-right"
/>

		
<itemref
 
idref=
"ch12"
 
properties=
"page-spread-left"
/>

		
<itemref
 
idref=
"ch13"
 
properties=
"page-spread-right"
/>

		
<itemref
 
idref=
"ch14"
 
properties=
"page-spread-left"
/>

		
<itemref
 
idref=
"ch15"
 
properties=
"page-spread-right"
/>

	
</spine>

</package>

```

### Sadržajne XHTML datoteke
Sadržaj same knjige zapisan je u HTML datoteke sa XML zaglavljem (obično jedna datoteka po poglavlju knjige). Primjer početka datoteke:
```
<?xml version="1.0" encoding="UTF-8"?>

<!DOCTYPE html>

<html
 
xmlns=
"http://www.w3.org/1999/xhtml"
 
xmlns:epub=
"http://www.idpf.org/2007/ops"
 

lang=
"en"
 
xml:lang=
"en"
 
epub:prefix=
"z3998: http://www.daisy.org/z3998/2012/vocab/structure/#"
>

<!-- običan HTML sadržaj ovdje -->

</html>

```

XHTML datoteke dopuštaju korištenje HTML5 tagova. Poželjno je uz odvojene cjeline knjige, uz odgovarajuće HTML5 tagove dodati i epub:type atribute koji programu za čitanje pobliže semantički opisuju strukturu, npr: <section epub:type="part">...</section>.

### Fontovi
Ugradnja fontova u knjige je često problematična jer mnogi e-čitači ne podržavaju ovu funkcionalnost. Također je potrebna redundantnost zbog toga što je moguće da e-čitači između sebe podržavaju različite formate datoteka. Potrebno je i proučiti podržava li licencija za font njegovo korištenje unutar e-knjige. Na kraju treba pripaziti može li font prikazati sve znakove koji se koriste unutar knjige (npr. hrvatske dijakritike).
EPUB3 standard podržava ugradnju TrueType, OpenType, WOFF i WOFF2 fontova.
Koraci za dodavanje fonta u knjigu su sljedeći:
1. potrebno je dodati font datoteku u epub paket
2. potrebno je dodati font u manifest (paziti na ispravnost atributa media-type)
3. potrebno je u CSS datoteku dodati selektor @font-face. Primjer koji odgovara gornjem manifestu:@font-face {
	font-family:AGaramondPro-Regular-0908;
	font-style:normal;
	font-weight:normal;
	src:url(../Font/agaramondpro-regular.otf);
}
@font-face {
	font-family:AGaramondPro-Bold-0656;
	font-style:normal;
	font-weight:normal;
	src:url(../Font/agaramondpro-bold.otf);
}
@font-face {
	font-family:AGaramondPro-Italic-0855;
	font-style:normal;
	font-weight:normal;
	src:url(../Font/agaramondpro-italic.otf);
}
@font-face {
	font-family:Garamond-0662;
	font-style:normal;
	font-weight:normal;
	src:url(../Font/agaramondpro-regular.otf);
}

## Vanjske poveznice
- IDPF/epub3-samples, primjeri EPUB dokumenata za knjige u javnom vlasništvu (engl.)
- EPUB Content Documents 3.2  Arhivirana inačica izvorne stranice od 31. prosinca 2021. (Wayback Machine), dokumentacija EPUB standarda (engl.)